# 田村 (能)

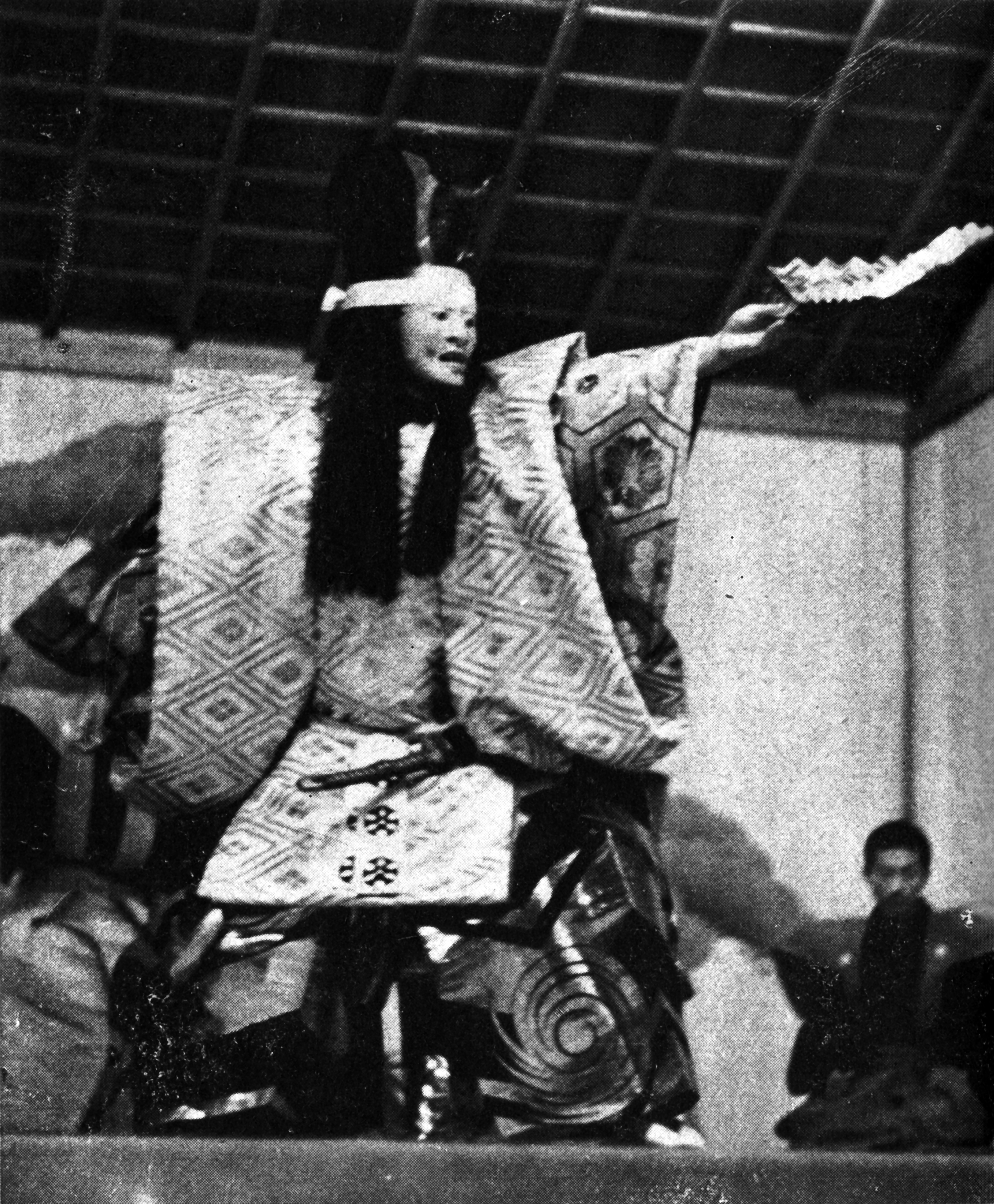
能「田村 白式」舞台写真、櫻間弓川（金太郎）

『田村』（たむら）は、能楽における能の演目のひとつ。修羅能。『箙』『八島』とともに勝修羅三番と言われる。
世阿弥作ともいわれる。

## 登場人物
- 前シテ  地主権現に仕える童子
- 後シテ  坂上田村丸の霊
- ワキ  旅の僧
- ワキツレ  旅の僧（2人）
- アイ  清水寺門前の者